# Skopas

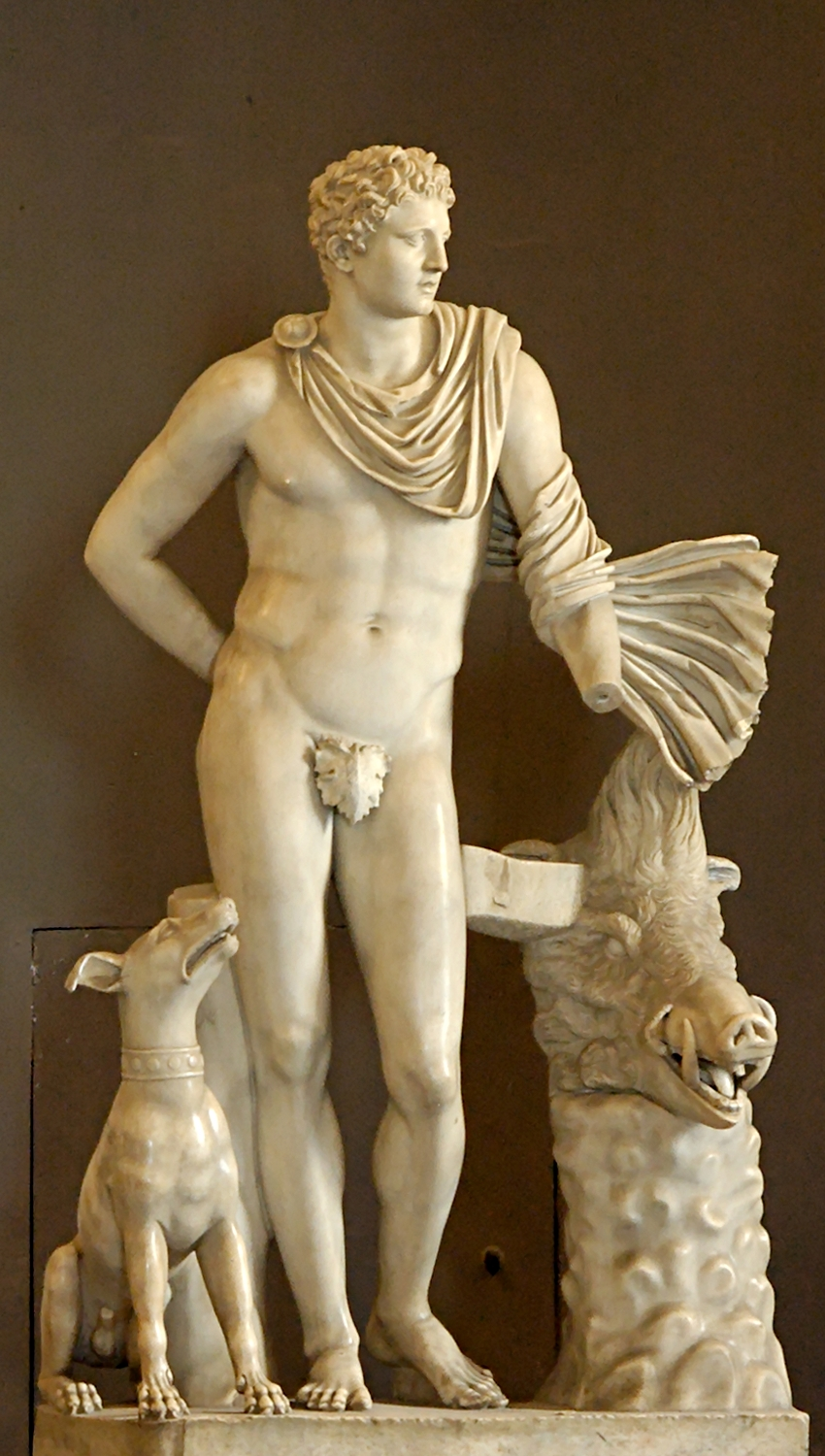
Meleager, kopia rzeźby Skopasa, Muzea Watykańskie

Skopas z Paros - rzeźbiarz i architekt grecki, działający ok. 370 p.n.e. - 330 p.n.e. na Peloponezie, w Karii i Jonii. Rywalizował z Praksytelesem.
Jego sztuka rzeźbiarska nacechowana była patosem, dynamiką układu ciała i ekspresją twarzy. Z łatwością oddawał dramatyczne emocje: ekstazę, tęsknotę, cierpienie.
Ok. 360 p.n.e. zaprojektował świątynię Ateny Aleja w Tegei w Arkadii na Peloponezie (styl dorycki), dla której wykonał także dekorację rzeźbiarską - figury Asklepiosa i Hygei, fryz, metopy, dekoracje tympanonów (Amazonomachia na zachodzie i Dzik kalidoński na wschodzie);
ok. 350 p.n.e. - rzeźbił fryz Mauzoleum w Halikarnasie;
ok. 350 p.n.e. ozdabiał płaskorzeźbami świątynię Artemidy (Artemizjon) w Efezie.
Rzeźbił także dzieła wolno stojące, znane dziś głównie z rzymskich kopii:
- Afrodyta Pandemos w Elidzie;
- Herakles w Sykionie;
- Afrodyta na Samotrace;
- Szalejąca menada - postać kobiety porwanej w szał wywołany winem i tańcem, z ciałem gwałtownie wygiętym do tyłu i głową pochylona na bok, usta ma wpółotwarte, oczy zapadnięte, a długie loki opadają jej na plecy. Ogólne wrażenie jest dalekie od spokoju i równowagi.;
- Meleager;
- Pothos - (personifikacja tęsknoty miłosnej) spojrzenie staje się głównym elementem pięknej kompozycji;
- Głowa Heraklesa z Egei.